# Cecilia Engström (kristdemokrat)
Anna-Karin Cecilia Engström, född 27 oktober 1972 i Björnekulla församling, Kristianstads län, är en svensk politiker (kristdemokrat). Hon är ordinarie riksdagsledamot sedan 2022 (tidigare även tjänstgörande ersättare 2020), invald för Skåne läns södra valkrets sedan 2022 (under perioden som tjänstgörande ersättare 2020 var valkretsen Skåne läns västra).
Engström kandiderade i riksdagsvalet 2018 och blev ersättare. Hon var tjänstgörande ersättare i riksdagen för Michael Anefur under perioden 14 januari–30 augusti 2020. I riksdagen har hon bland annat varit suppleant i kulturutskottet och extra suppleant i socialutskottet.